# Ivan Warberg
Peter Ivan Warberg i riksdagen kallad Warberg i Karlstad, född 1 juni 1816 i Karlstads stadsförsamling, Värmlands län, död där 31 januari 1899, var en svensk kommissionslantmätare och riksdagsman.
Warberg är begravd på Västra kyrkogården i Karlstad.